# 秘宝伝〜太陽を求める者達〜
「秘宝伝～太陽を求める者達～」（ひほうでん〜たいようをもとめるものたち〜）は、2012年12月に大都技研から発売されたパチスロ機（5号機）。形式名は「秘宝伝太陽を求める者達Ｍ」。
2011年発売の「秘宝伝〜封じられた女神〜」（5号機）の後継機である。

## 概要
押忍!番長2から採用されている「エクサージ」筐体を採用した秘宝伝及び秘宝伝～封じられた女神～の正統後継機。
前作同様、高確率演出を搭載。他社機種の「鉄拳2nd～デビルVer～」、「パチスロ聖闘士星矢」等と同様に、通常時の成立役がほぼリプレイと押し順ベルになっている、いわゆる「AT機」仕様のため、1ゲームあたり2.8枚の高純増を実現させた。

## 登場キャラクター
一部を除き今回も一新されている。例によって主人公は前作から変更されている。

### メインキャラクター
- ロック (声:寺島拓篤)

本作の主人公。
遺跡の調査を担当している。性格は楽観的で、アキに「もっと冷静になれ」とたしなめられることもしばしば。
両親とは死別しており、施設にいた頃にレオンの親(以後、教授)に出会い、一緒に暮らし、旅に出ることになった。
大食漢であり、道端に無造作に生えているキノコを食べてはよくお腹を壊している。
リュックの中身は非常食で詰まっているらしいが、ロック以外の人物は中身を知らないようだ。
- アキ (声:遠藤綾)

戦闘員。
生きていくために戦場を点々とし生計を立てていた頃に教授に拾われ、以後ロックたちと行動を共にするようになる。
非常に冷静沈着で近寄りがたい雰囲気だが、普通に接してくれたロックたちには心を開いている。
仲間意識が強く、仲間に危害を加えようとする者には、普段の冷静さからは想像もできないくらい怒る。
ザック第三帝団のヒルダには、何かしらの因縁がある模様。
- コレット (声:加藤英美里)

機械の設計・整備担当。
教授の元教え子で、12歳で大学を首席で卒業した天才少女。それを教授に見込まれそのまま教授が立ち上げた調査会社の研究員として雇われた。
調査に必要な設備や機械などはほとんど彼女による設計の物だが、彼女の趣味趣向が反映されたのか可愛らしい見た目のものが多い。
そんな才能を持った天才だが、将来の夢はと聞かれると「幸せなお嫁さん」と答える夢見がちな一面も。

### ザック第三帝団
今回の敵となる軍団。
- リリィ (声:桃井はるこ)

ザック第三帝団 第一遠征軍 大佐。
知能の高さを買われ、わずか13歳で大佐にまで上り詰めた。
父親は軍の将官であり、その多忙さ故ほとんど顔を合わせたことがない。そのため、リリィが幼い頃に病死した母親の葬儀にも顔を出さなかったことから、父の事を強く憎んでいる。
その父親の七光りで出世したと思われる事を嫌っているため、自分ひとりの力で物事を解決しようとするなど、非常にプライドが高い。
- ヒルダ （声:皆川純子)

リリィの副官で、片時も側を離れない側近のような存在。
戦場でリリィの父親に拾われ軍に入った。
ちょうどリリィの母親が他界した直後の出来事だったため、軍事の傍らリリィと同居し、母親のように世話をしている。
自分を拾ってくれたリリィの父親には大恩を抱いているが、リリィ本人は父親を憎んでいるため、どちらにも肩入れできない微妙な立ち位置になってしまっている。

### ミサイル団
毎度おなじみの二人組。「ミサイル団」の名称は『秘宝伝〜封じられた女神〜（以下『秘宝伝女神』）』から継承している。超秘宝RUSHでの活躍は前記『秘宝伝女神』同様、主人公グループより明らかに上位扱いである。
- マーヤ (声:大浦冬華)

世界中の財宝を狙う自称天下の大盗賊。その幹部。
今回も財宝を手に入れるという命を受けハルトと共に遠路はるばるやってきた。
お宝以外に興味はなく、面倒な戦闘は避けようとする。その理由こそ、今までトレジャーハンターという存在に尽く邪魔され叩かれ痛い目に遭っているからである。
今ではトレジャーハンターという単語を聞くだけで頭痛がするらしい。
今作ではメインキャラとはほとんど関わらない(ロックたちも、「よくわからないので放っておく」というスタンスで距離を置いている)が、ザック第三帝団と敵対しなければならないため内心面倒で仕方がない。
- ハルト (声:横田紘一)

ミサイル団のメンバーで、マーヤ直属の部下。
マーヤに心酔しているドＭなナルシストで、マーヤのためならどんな危険も顧みずに飛び込んで行く。
マーヤからはただ利用されているだけなのだが、本人は全く気づいておらず、むしろ頼りにされていると勘違いしている。
基本的に組織に対する忠誠心などは微塵も持ちあわせておらず、すべてはマーヤのために行動している。
何故そこまでマーヤに付き従うのかは不明。

### その他
- クレア (声:明坂聡美)

1万年前に世界を救ったとされる伝説の女神。
砂のピラミッドに封印されていたのは力の一部にしか過ぎず、全ての封印が解かれて初めて、本来の力を取り戻す。
神に祈ることによって神秘の力を引き起こすことができる。
1万年間もずっと封印されていた彼女の唯一の心の拠り所は、かつて仲間と共に冒険してきた思い出を懐かしむ事だった。
- 教授 (声:藤原啓治)

初代秘宝伝のレオンの父親。
レオンに砂のピラミッドから救出されて以降、遺跡調査の会社を立ち上げ、ロック・アキ・コレットらを招き入れ世界中を飛び回っている。
4人が乗った輸送機が壊れ不時着した際に外に投げ出され、再び行方不明となってしまっている。
- ベカン子

前作にも登場した、ピラミッド周辺に住む原住民。
ピラミッドに入ってきた人間に時折姿を見せる。
ピラミッド内にあるベロベロ大魔神をご神体としており、そのベロベロ大魔神に触れるものには本気で襲いかかってくるらしい。
クレアに付き従う精霊のような存在で、被り物の色によって役割が決められているらしい。
- レッドドラゴン

1万年前から存在している龍の子孫。
人間による角などの乱獲によって絶滅寸前の危機にある。
赤、または青い火を吹き、巣に近づこうとする人間に攻撃する。
- アヌビスロボ

アヌビスの頭部を巨大な歯車で挟むという異様な形をした巨大兵器。
呪術がかけられており、その呪いを解かなければいくら壊しても自己修復する。
最深部の門番として普段は眠っているが、通る資格のないものが通ろうとすると覚醒し、襲いかかる。
- ファラオロボ

封印の間に封じられていた古代兵器。
クレアの祖先が封印したらしいが、ピラミッドの浮上により封印が弱まり、完全覚醒した。
並の火力では破壊することはできないため、唯一の手段は浮上した島から落下させることである。
完全覚醒したのは1体だけだが、ピラミッド内部にはまだ多くのファラオロボが眠っているという。

## 高確率
初代からお馴染みの演出。
ここでは秘宝RUSH突入抽選を行なっており、当選するとそのまま秘宝RUSHに突入する。
規定ゲーム数は15ゲームまたは30ゲーム。また、一部で無限高確率に突入し、こちらは秘宝RUSH当選が確定。
突入契機は主に通常時に成立するチャンス目、ボーナス中の高確率当選となる。

### 超高確率
高確率当選の一部で突入する。
ここでは超秘宝RUSHの抽選を行なっており、規定ゲーム数20ゲーム内に超秘宝RUSHに当選しなくても、秘宝RUSH突入は確定する。
- 超ボーナスバトル

秘宝RUSH中のボーナスバトル当選の一部で突入。基本的には超高確率と同じで、超秘宝RUSHの抽選に漏れてもボーナスは確定する。

### 伝説モード
チャンス目等が成立しなくても、毎ゲーム高確率の抽選を行うモード。
高確率・秘宝RUSH突入時や、チャンスリプレイの連続入賞で抽選しており、当選すると、転落するまで高確率抽選を行う。
ライト、ショート、ミドル、ロングの、転落率の異なる4種類が存在し、ミドル以上になると高確率のループと秘宝RUSHの連チャンに期待できる。
- 超伝説モード

秘宝RUSH中に、ボーナスバトルに当選しやすくなるモード。基本的には伝説モードと同じだが、ショート、ミドル、ロングの3種類となる。

## 擬似ボーナス
いわゆる「ボーナスゲーム」を搭載せず、7ないしはBAR図柄揃いのリプレイによってスタートする擬似ボーナスを搭載している。
ビッグボーナス
ベルナビ回数管理のART。ベルナビ回数は30回/40回/60回のいずれかが抽選される。
高確率突入確定(秘宝RUSH中なら上乗せ確定)の逆押しピラミッド揃いの確率が上がる「ピラミッドチャンス」を搭載。
レギュラーボーナス
ベルナビ回数は8回に限定される。背景のカードの色によって高確率突入の期待度が変化する。

## 秘宝RUSH
出玉のメインとなるART。
1セット40ゲームで、ゲーム数上乗せ型。1ゲームあたり約2.8枚のコイン純増が見込める。
前作と同様、高確率演出を経由し突入する。
秘宝RUSH中は「ボーナスバトル」という、通常時で言うところの高確率演出が発生し、規定ゲーム数以内に敵を倒すことができればボーナスに当選する。
ここで獲得したボーナスは「秘宝ビッグ/レギュラーボーナス」となり、獲得枚数こそ通常時と変わらないが、高確率抽選の代わりに上乗せゲーム数の抽選が行なわれる。

### 超秘宝RUSH
上乗せ特化ゾーンとなるプレミアムART。
この超秘宝RUSHに滞在している間は、ART残りゲーム数の減算ストップ、チャンス役(スイカ、チェリー、チャンス目等)での上乗せ当選率が100%となり、同時にボーナスバトルに高確率で当選する「超伝説モード」滞在が確定する。
保証ゲーム数は15ゲームあり、以後通常リプレイ成立時に転落抽選を行い、転落以降は通常の秘宝RUSHとなる。
転落抽選率の異なるショートとロングが存在する。
突入契機は、超高確率/超ボーナスバトルからの当選となる。

### 秘宝RUSH DYNAMITE
ボーナスバトル中のビッグボーナス当選の一部で突入する超上乗せ特化ゾーン。
押忍!番長2の絶頂RUSH型の毎ゲーム抽選方式であり、保証15ゲーム間、通常リプレイ以外の全ての小役でゲーム数が上乗せされる。
ポイント獲得抽選を同時に行なっており、そのポイントを多く集めることで1ゲームの最低上乗せゲーム数が上がっていく。
16ゲーム目以降は、通常リプレイが成立すると終了、終了後はビッグボーナスが放出される。